# Дом Янкелевича
Дом  Янкелевича — двухэтажное здание, расположено на Петровской улице в городе Таганроге Ростовской области.  Объект культурного наследия регионального значения. Приказ № 124 от 31.12.02 года.

## История
Дом на Петровской улице 32 в городе Таганроге расположенный на перекрестке с Некрасовским переулком был построен в последней четверти XIX века. Это был небольшой, длинный, кирпичный одноэтажный дом, оцениваемый в около 400 рублей.
В конце последней четверти XIX века у здания было три вдовствующих собственника: вдова старшего советника Александре Гире, вдова коллежского советника Екатерине Обыденной и вдова генерал-майора Рындиной. Все три вдовы были связаны родственными узами с Мартосом, племянником русского скульптора-монументалиста Ивана Петровича Мартоса.
Собственником дома был председатель коммерческого суда Мартос.  При доме был большой сад. Там хозяйки разводили цветы и ухаживали за ними. Калитка сада выходила на Греческую улицу. В 1825 году здесь бывал император Александр I и его супруга Елизавета Алексеевна.
В октябре 1891 года с небольшой разницей, в 20 дней, скончались Александра Давыдовна Гире и за ней - Екатерина Петровна Обыденная. Первая прожила 90, вторая — 89 лет.
После их смерти в доме жил купец Яков Янкелевич  и чиновник Николай Талалаев. Талалаев выстроил вплотную к дому ещё один небольшой дом за номером 6а. В начале XX века на месте одноэтажного дома купец Шая-Бер-Лейб Симонович построил новый двух этажный дом, оцениваемый уже в 14 тысяч рублей.
Последними владельцами двухэтажного дома с 1910 по 1925 год были дочери надворного советника Якова Сотникова, Софья и Вера.
В 1912 году в доме Янкелевича находился магазин «Взаимный сбыт» М. Ольшванга. Однажды  владельца навестили полицейские и произвели в доме обыск. Они искали там украденные в других магазинах материалы. Ольшванг был на некоторое время арестован. В 1912 году в доме также работало управление таганрогского торгового порта. В соседнем доме жил начальник порта, надворный советник А. П. Семенюта.
В годы Великой Отечественной войны, во время немецкой оккупации Таганрога в 1918 году здесь работал медицинский кабинет доктора Д. Зимонта. Зимонт был широким специалистом — по хирургическим болезням, болезням уха, горла, носа. В доме также практиковал врач, специалист по лечению внутренних и детских болезней Александр Николаевич Кан.

## Архитектура
Прямоугольные окна дома из красного кирпича украшают карнизы и сандрики.  На углу второго этажа и по краям здание имеет длинные балконы. Парадный вход находится на углу здания.
В годы советской власти здание было национализировано. В настоящее время это жилой дом, на первом этаже работает салон красоты. Является объектом культурного наследия регионального значения.